# Байнец
Байнец (рум. Baineț) — село у повіті Сучава в Румунії. Входить до складу комуни Мушеніца.
Село розташоване на відстані 392 км на північ від Бухареста, 42 км на північний захід від Сучави.

## Населення
За даними перепису населення 2002 року у селі проживали 375 осіб.
Національний склад населення села:
| Національність   | Кількість осіб | Відсоток |
| ---------------- | -------------- | -------- |
| румуни           | 358            | 95,5%    |
| росіяни-липовани | 10             | 2,7%     |
| українці         | 6              | 1,6%     |

Рідною мовою назвали:
| Мова       | Кількість осіб | Відсоток |
| ---------- | -------------- | -------- |
| румунська  | 358            | 95,5%    |
| російська  | 10             | 2,7%     |
| українська | 6              | 1,6%     |